# Спирея иволистная
Спире́я иволи́стная (лат. Spiraéa salicifolia) — Типовой вид рода растений Спирея семейства Розовые. Естественный ареал находится в умеренном поясе Евразии.

## Ботаническое описание
Морозоустойчивый пряморастущий кустарник высотой 1,5—2 м с плотной округлой кроной, образованной ребристыми побегами. Период цветения июнь-август.
Побеги голые, слегка граненые, красновато-буро-жёлтого цвета, растут прямо вверх.
Листья удлиненно-ланцетные, остроконечные, голые, на коротких черешках. Основание клиновидное. Остропильчатые края могут иметь реснички. Цвет верхней стороны листьев тёмно-зелёный, нижней — светло-зелёный. Длина обычно от 4,5 см до 7 см, реже достигает 11 см. Их ширина 1,5—2,5 см.
Цветок розового цвета. Соцветия — метёлки, растущие на концах ветвей, до 12 см в длину. Имеют узкопирамидальную, приближающуюся к цилиндрической, форму.
На юге Дальнего востока цветёт с июня по сентябрь.

## Распространение и экология
Распространена в Китае, Монголии, Японии, Кореи, Забайкалье, Якутии, в Западной и Восточной Сибири. На Дальнем Востоке России ареал охватывает Анадырь, Камчатку, Охотское побережье, Сахалин, Курильские острова, Хабаровский край, Амурскую область. В горы не поднимается.
Растёт по берегам рек, по сырым лугам, на кочках лесных болот, по окраинам некоторых моховых болот. В зависимости от условий местообитаний сильно изменчива как по размерам, так и по форме и окраске листьев.

## Химический состав
В листьях спиреи иволистной обнаружены гидроксициннаматы (кофеилхинные кислоты), флавоноиды (гликозиды кверцетина, кемпферола, изорамнетина), 6-тюлипозид A, тюлипалин A, катехины, процианидины, неолигнановые гликозиды. Содержание основных групп фенольных соединений в цветках и листьях спиреи иволистной составляет 8,6-12,0 % для флавоноидов, 7,4-14,2 % для катехинов, 5,9-14,1 % для процианидинов.

## Хозяйственное значение и использование
Медоносное растение. Пчёлами посещается неохотно. Продуктивность нектара 100 цветками — 5,7—6,8 мг сахара.
Поедается крупным рогатым скотом и лошадьми. Устойчива к выпасу. На Камчатке поедается северным оленем (Rangifer tarandus).
Выращивается как декоративное растение, преимущественно в живых изгородях. Как интродуцент известна из Средней полосы России, в частности, из Подмосковья.

### В медицине
Листья и кору используют в тибетской медицине при ревматизме, в качестве противоглистного и противопоносного средства.
Отвар листьев спиреи иволистной обладает антиоксидантным и адаптогенным действием, а экстракт листьев и некоторые соединения ингибируют активность альфа-глюкозидазы и снижают активность провоспалительного цитокина — интерлейкина-6, оказывая противовоспалительное действие.
- Кустарник в подлеске
- Соцветие
- Плоды и семена

## Классификация

### Таксономия
- Spiraea salicifolia L., 1753, Sp. Pl. : 489

Вид Спирея иволистная включается в род Спирея (Spiraea) семейства Розовые (Rosaceae) порядка Розоцветные (Rosales), последовательно входящего в более крупные клады Фабиды → Розиды → Суперрозиды → Эвдикоты → Цветковые растения. Таксономическая схема в соответствии с Системой APG IV по состоянию на июнь 2024 года:
|  |                          |  |                                   |                                   |                   |  | еще 8 семейств | еще 8 семейств |                       |  |                         |  | еще 154 подтвержденных вида и 259 видов, ожидающих подтверждения | еще 154 подтвержденных вида и 259 видов, ожидающих подтверждения |  |
|  |                          |  |                                   |                                   |                   |  | еще 8 семейств | еще 8 семейств |                       |  |                         |  | еще 154 подтвержденных вида и 259 видов, ожидающих подтверждения | еще 154 подтвержденных вида и 259 видов, ожидающих подтверждения |  |
|  |                          |  |                                   | порядок Розоцветные               |                   |  |                |                | род Спирея            |  |                         |  |                                                                  |                                                                  |  |
|  |                          |  |                                   | порядок Розоцветные               |                   |  |                |                | род Спирея            |  | 3 внутривидовых таксона |  |                                                                  |                                                                  |  |
|  | клада Цветковые растения |  |                                   |                                   | семейство Розовые |  |                |                | вид Спирея иволистная |  |                         |  |                                                                  |                                                                  |  |
|  | клада Цветковые растения |  |                                   |                                   |                   |  |                |                |                       |  |                         |  |                                                                  |                                                                  |  |
|  |                          |  | ещё 63 порядка цветковых растений | ещё 63 порядка цветковых растений |                   |  |                | еще 116 родов  | еще 116 родов         |  |                         |  |                                                                  |                                                                  |  |
|  |                          |  |                                   | ещё 63 порядка цветковых растений |                   |  |                |                | еще 116 родов         |  |                         |  |                                                                  |                                                                  |  |

### Внутривидовые таксоны
- Spiraea salicifolia f. grandiflora (G.Lodd.) C.K.Schneid.
- Spiraea salicifolia var. grosseserrata Liou & Liou f.
- Spiraea salicifolia var. salicifolia